# توماش كوشتشاك

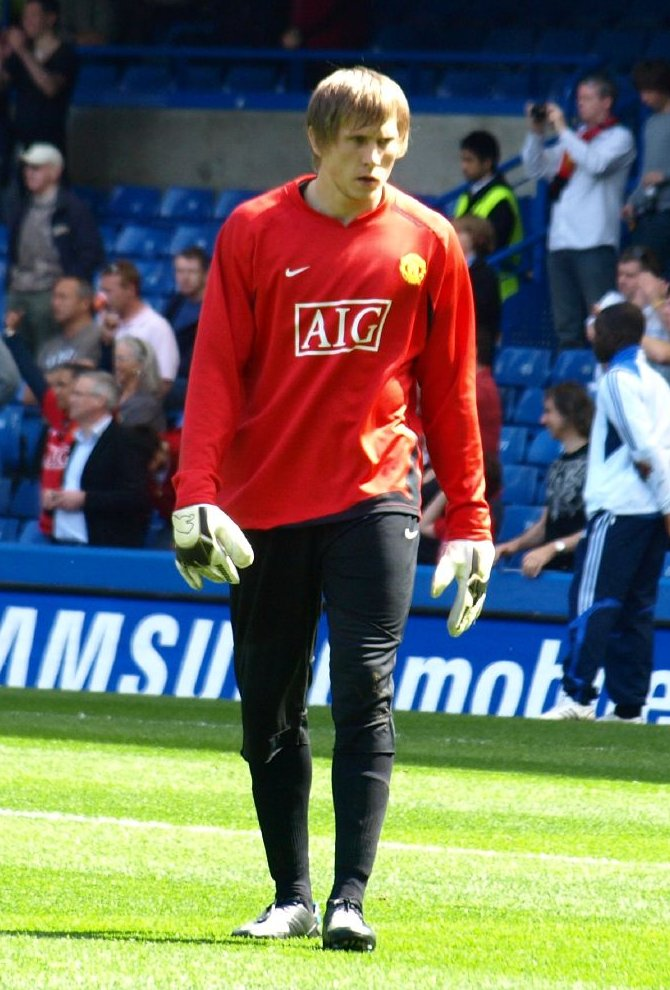
توماس كوزاتش

توماس كوشتشاك (بالبولندية: Tomasz Kuszczak)، من مواليد 20 مارس 1982 في كروسنو أودرزانسكي في بولندا، لاعب كرة قدم بولندي.
بدأ مسيرته الكروية مع نادي شلونسك فروتسواف، وفي موسم 1999/2000 انتقل إلى نادي أوريدينغن، وفي عام 2000 انتقل إلى نادي هيرتا برلين الألماني، ولعب معهم حتى عام 2004، وفي عام 2004 انتقل إلى نادي وست برومتش ألبيون الإنجليزي، ولعب معهم حتى عام 2006، وشارك معهم في 31 مباراة، وفي موسم 2006/2007 أعير إلى نادي مانشستر يونايتد الإنجليزي، ولعب معهم 6 مباريات، ومنذ عام 2007 وهو يلعب مع نادي مانشستر يونايتد الإنجليزي.
و قد بدأ باللعب مع منتخب بولندا لكرة القدم في عام 2003.

## روابط خارجية
- توماش كوشتشاك على موقع الاتحاد الدولي (مؤرشف)  (الإنجليزية)
- توماش كوشتشاك على موقع الاتحاد الأوربي (الإنجليزية)
- توماش كوشتشاك على موقع قاعدة بيانات كرة القدم.إي يو (الإنجليزية)
- توماش كوشتشاك على موقع ناشيونال فوتبول تيمز (الإنجليزية)
- توماش كوشتشاك على موقع Soccerbase.com (لاعب) (الإنجليزية)
- توماش كوشتشاك على موقع Soccerway.com (الإنجليزية)
- توماش كوشتشاك على موقع عالم كرة القدم.نت (الإنجليزية)
- توماش كوشتشاك على موقع كووورة